# Ciuperceni (okręg Gorj)
Ciuperceni – wieś w Rumunii, w okręgu Gorj, w gminie Ciuperceni. W 2011 roku liczyła 403 mieszkańców.